# Église de la Sainte-Croix de Damas
Pour les articles homonymes, voir Église de la Sainte-Croix.
L'église de la Sainte-Croix (en arabe : كنيسة الصليب المقدس) est une église de Damas, la capitale de la Syrie.